# Fernando Scheffer
Pour les articles homonymes, voir Scheffer.
Fernando Muhlenberg Scheffer est un nageur brésilien né le 6 avril 1998 à Canoas. Il a remporté la médaille de bronze du 200 m nage libre masculin aux Jeux olympiques d'été de 2020 à Tokyo. Il participe à l'International Swimming League au sein du LA Current.

## Carrière internationale

### 2016–20
Aux championnats du monde en petit bassin 2016 à Windsor, Ontario, Canada, Fernando Scheffer a terminé 25e au 200 mètres nage libre, 33e au 400 mètres nage libre et 40e au 100 mètres nage libre,,.
Le 27 avril 2018, participant à la compétition du Trophée Maria Lenk (parcours long) à Rio de Janeiro, Scheffer a battu le record sud-américain du 200 mètres nage libre en 1 min 46 s 08. Trois jours plus tard, il a battu le record sud-américain du 400 mètres nage libre en 3 min 49 s 06,.
Aux Jeux sud-américains de 2018 à Cochabamba, il a remporté deux médailles d'or au 200 m et au 4 × 200 m nage libre, et une médaille d'argent au 4 × 100 m nage libre.
Aux Championnats pan-pacifiques 2018 à Tokyo, au Japon, Fernando Scheffer a fait sa première participation majeure à un tournoi international, terminant 4e au 200 mètres nage libre, 4e au relais 4 × 200 mètres nage libre et 6e au 400 mètres nage libre,,,.
Le 25 août 2018, participant à la compétition du Trophée José Finkel (petit bassin) à São Paulo, Scheffer a battu le record sud-américain du 400 mètres nage libre en 3 min 40 s 87.
Aux championnats du monde en petit bassin 2018 à Hangzhou, en Chine, Fernando Scheffer, accompagné de Luiz Altamir Melo, Leonardo Coelho Santos et Breno Correia, a surpris le monde en remportant la médaille d'or au relais 4 × 200 mètres nage libre, brisant le record du monde avec un temps de 6 min 46 s 81. Le relais était composé uniquement de jeunes entre 19 et 23 ans, et n'était pas favori pour l'or. Au 400 mètres nage libre, il a battu le record sud-américain lors des qualificatifs, avec un temps de 3 min 39 s 10. Il termine 8e de la finale,,,.
Le 21 décembre 2018, à l'Open de Porto Alegre au Brésil, il bat le record sud-américain en grand bassin du 200 mètres nage libre, avec un temps de 1 min 45 s 51. C'était le quatrième temps le plus rapide au monde en 2018. Il a battu cinq records sud-américains en 2018,.
Aux Championnats du monde de natation 2019 à Gwangju, en Corée du Sud, la jeune équipe brésilienne de relais 4 × 200 mètres nage libre, maintenant avec João de Lucca au lieu de Leonardo Coelho Santos, a abaissé le record sud-américain en près de 3 secondes, avec un temps de 7 min 7 s 12, aux qualificatifs. Ils ont terminé 7e, avec un temps de 7 min 7 s 64 en finale. C'était la première fois que le relais 4 × 200 m nage libre du Brésil se qualifiait pour une finale des Championnats du monde, et le résultat a qualifié le Brésil pour les Jeux olympiques de Tokyo 2020. Au 200 mètres nage libre, il était très proche de se qualifier pour la finale, terminant 9e, à seulement 8 millisecondes de la 8e place. Il a nagé près de son record sud-américain, terminant en 1 min 45 s 83 en demi-finale,,,.
Aux Jeux panaméricains de 2019 à Lima, il est médaillé d'or du 200 mètres nage libre et du 4 × 200 mètres nage libre et médaillé d'argent du 400 mètres nage libre, battant le record des Jeux panaméricains au relais,,,.

### Jeux olympiques de 2020
Aux Jeux olympiques d'été de 2020 à Tokyo, Scheffer a battu le record sud-américain du 200 mètres nage libre, avec un temps de 1:45,05, se classant 2e pour la demi-finale. Après s'être qualifié avec la dernière place en demi-finale, Scheffer s'est à nouveau surpassé en finale, battant à nouveau son record sud-américain par une large marge, avec un temps de 1:44.66, obtenant la médaille de bronze, répétant l'exploit de Gustavo Borges, le dernier Brésilien à obtenir une médaille olympique dans cette épreuve. Scheffer a abaissé le record sud-américain de près d'une seconde aux Jeux olympiques pour remporter la médaille,.

### 2021–24
Aux Championnats du monde de natation en petit bassin 2021 à Abu Dhabi, Émirats arabes unis, dans le relais 4 × 200 mètres nage libre, le relais brésilien, composé de Scheffer, Murilo Sartori, Kaique Alves et Breno Correia, a de nouveau obtenu une médaille, maintenant bronze, maintenant la bonne performance de 2018, lorsque le Brésil a remporté la médaille d'or en battant le record du monde. Il a également terminé 7e du 200 mètres nage libre,,.
Aux Championnats du monde de natation 2022 qui se sont tenus à Budapest, en Hongrie, il n'a pas réalisé une bonne course au 200 mètres nage libre, terminant à la 9e place avec un temps de 1:46,11. Il a récupéré dans l'épreuve de relais 4 × 200 mètres nage libre, composée de Scheffer, Vinicius Assunção, Murilo Sartori et Breno Correia, où l'équipe brésilienne a battu le record sud-américain deux fois de suite, dans les qualificatifs et en finale, atteignant un temps de 7:04.69, et obtenant une quatrième place sans précédent aux Championnats du monde longue distance. L'équipe brésilienne n'a tout simplement pas obtenu de médaille à cause de la performance exceptionnelle de Tom Dean, lors de la clôture du relais britannique,.
Le 16 septembre 2022, lors du Trophée José Finkel à Recife, il bat le record sud-américain en petit bassin du 200 mètres nage libre, avec un temps de 1:41.32.